# Jean-Claude Ferrarin
Jean-Claude Ferrarin (* 28. September 1946) ist ein ehemaliger französischer Autorennfahrer.

## Karriere im Motorsport
Jean-Claude Ferrarin war in den 1980er-Jahren einige Jahre als Sportwagenpilot aktiv. Er ging in der Interserie an den Start und bestritt 1984 eine komplette Saison in der französischen Gruppe-6-Meisterschaft, in der er einen Sieg feiern konnte. Neben einigen Einsätzen in der Sportwagen-Weltmeisterschaft fuhr er 1989 auch das 24-Stunden-Rennen von Le Mans, wo er als Partner von Jean-Claude Justice und Noël del Bello nach einem Motorschaden am Tiga GC289 vorzeitig ausfiel.

## Statistik

### Le-Mans-Ergebnisse
| Jahr | Team             | Fahrzeug   | Teamkollege         | Teamkollege    | Platzierung | Ausfallgrund |
| ---- | ---------------- | ---------- | ------------------- | -------------- | ----------- | ------------ |
| 1989 | Porto Kaleo Team | Tiga GC289 | Jean-Claude Justice | Noël del Bello | Ausfall     | Motorschaden |